# Cuculiphilus fasciatus
Cuculiphilus fasciatus är en insektsart som först beskrevs av Giovanni Antonio Scopoli 1763.  Cuculiphilus fasciatus ingår i släktet Cuculiphilus, och familjen spolätare. Arten är reproducerande i Sverige.